# Camí dels Cinc Camins
El Camí dels Cinc Camins, també dit camí del Mas de la Victòria i, per la gent de Castellvell, de Monterols, és un camí del terme de Reus, a la comarca catalana del Baix Camp.
És el que als Cinc Camins es troba el primer a mà esquerra quan s'hi arriba des de Reus pel camí de la Pedrera del Coubi. Va paral·lel a l'esquerra del Barranc del Tecu, i quan és al costat del Mas de la Victòria, el creua. En aquell punt es bifurca, i una part segueix el camí del Mas de Gassot en direcció a Reus i l'altra es transforma en el camí de la Barraqueta. Creua una part de la partida de Monterols.